# Agustín Almendra
Agustín Ezequiel Almendra (11 februari 2000) is een Argentijns voetballer die doorgaans als centrale middenvelder speelt. Hij stroomde in 2018 door vanuit de jeugd van Boca Juniors.

## Clubcarrière
Almendra is afkomstig uit de jeugdacademie van Boca Juniors. Hij debuteerde op 16 april 2018 in de Argentijnse Primera División, tegen Independiente. In zijn eerste seizoen speelde de middenvelder drie competitieduels.

## Interlandcarrière
In 2015 debuteerde Almendra in Argentinië –17